# Liste der Mitglieder der American Academy of Arts and Sciences/1988
Im Jahr 1988 wählte die American Academy of Arts and Sciences 102 Personen zu ihren Mitgliedern.

## Neugewählte Mitglieder
- Sidney Altman (1939–2022)
- Duilio Arigoni (1928–2020)
- Rutherford Aris (1929–2005)
- David Arnett (* 1940)
- Margaret Atwood (* 1939)
- Robert Joseph Barro (* 1944)
- Alan Rushton Battersby (1925–2018)
- Samuel Wright Bodman (1938–2018)
- Thornton Frederick Bradshaw (1917–1988)
- Max Marcell Burger (1933–2019)
- Walter Burkert (1931–2015)
- Friedrich Hermann Busse (* 1936)
- John Cairns, Jr. (1923–2017)
- Charles Robert Cantor (* 1942)
- Anthony Alfred Caro (1924–2013)
- Thomas Robert Cech (* 1947)
- James Franklin Childress (* 1940)
- Purnell Whittington Choppin (1929–2021)
- John MacLeod Chowning (* 1934)
- Warren Christopher (1925–2011)
- Charles Manning Hope Clark (1915–1991)
- Pedro Martin Cuatrecasas (* 1936)
- Lloyd Norton Cutler (1917–2005)
- Rene David (1906–1990)
- Jacqueline de Romilly (1913–2010)
- Peter Brendan Dervan (* 1945)
- Adam Marian Dziewonski (1936–2016)
- Lorenz Edwin Alfred Eitner (1919–2009)
- Glen Holl Elder (* 1934)
- Jon Elster (* 1940)
- David Albert Evans (1941–2022)
- Gwynne Blakemore Evans (1912–2005)
- Stanley Falkow (1934–2018)
- Alan Roy Fersht (* 1943)
- Gerald David Fischbach (* 1938)
- Ernest Andre Gellner (1925–1995)
- Alfred Goodman Gilman (1941–2015)
- Katharine Graham (1917–2001)
- Patricia Albjerg Graham (* 1935)
- Sanford Jay Grossman (* 1953)
- Willy Haeberli (1925–2021)
- Bela Halasz (1927–2019)
- Albert Henry Halsey (1923–2014)
- Oliver Simon D’Arcy Hart (* 1948)
- Daniel Leonard Heartz (1928–2019)
- John Lewis Heilbron (1934–2023)
- Ira Herskowitz (1946–2003)
- Julian Hochberg (1923–2022)
- Richard Howard (1929–2022)
- Robert Stephen Ingersoll (1914–2010)
- Nicholas DeBelleville Katzenbach (1922–2012)
- Donald William Kerst (1911–1993)
- Susan Werner Kieffer (* 1942)
- Stuart Arthur Kornfeld (* 1936)
- Juanita Morris Kreps (1921–2010)
- Maurice Lazarus (1915–2004)
- Heather Nan Lechtman (* 1935)
- Robert Joseph Lefkowitz (* 1943)
- Robert Lewis Letsinger (1921–2014)
- Rolf Luft (1914–2007)
- Margaret Ellerbe Mahoney (1924–2011)
- Philip Warren Majerus (1936–2016)
- Victor Almon McKusick (1921–2008)
- Nathaniel David Mermin (* 1935)
- Henry Paul Monaghan (1934–2025)
- Edouard Barthelemy Morot-Sir (1910–1993)
- Toni Morrison (1931–2019)
- Howard Allen Nash (1937–2011)
- David Robert Nelson (* 1951)
- Paul Henry Nitze (1907–2004)
- Martha Craven Nussbaum (* 1947)
- David Packard (1912–1996)
- Richard Deforest Palmiter (* 1942)
- John Winsor Pratt (* 1931)
- John Michael Prausnitz (* 1928)
- Reynolds Price (1933–2011)
- Charles Herman Pritchett (1907–1995)
- Oscar Sala (1922–2010)
- Simon Michael Schama (* 1945)
- Richard Melvin Schoen (* 1950)
- Christopher Albert Sims (* 1942)
- Edwin Mellor Southern (* 1938)
- Richard Peter Stanley (* 1944)
- Steven Mitchell Stanley (* 1941)
- Peter David Lyman Stansky (* 1932)
- Arthur Ochs Sulzberger (1926–2012)
- Wayne Thiebaud (1920–2021)
- Samuel Osiah Thier (* 1937)
- Wei-ming Tu (* 1940)
- Srinivasa Rangaiyengar Varadhan (* 1940)
- Harold Eliot Varmus (* 1939)
- Andrzej Wajda (1926–2016)
- David John Weatherall (1933–2018)
- Harold Martin Weintraub (1945–1995)
- Włodzimierz Józef Wesołowski (1929–2020)
- John Cunningham Whitehead (1922–2015)
- Marina von Neumann Whitman (1935–2025)
- Sheila Evans Widnall (* 1938)
- William Julius Wilson (* 1935)
- Gordon Stewart Wood (* 1933)
- Mark Stephen Wrighton (* 1949)
- Menachem Eliahu Yaari (* 1935)